# Absolutely (Story of a Girl)
"Absolutely (Story of a Girl)" is een nummer van de Amerikaanse rockband Nine Days geschreven voor hun vierde studio-album, The Madding Crowd (2000). Het lied is uitgebracht als eerste single van The Madding Crowd in april 2000 op het platenlabel 550 Music (niet meer bestaand label van Epic Records). Het nummer is een upbeat power pop anthem geschreven door zanger/gitarist John Hampson voor zijn vrouw, die tijdens het ontstaan van dit nummer nog zijn vriendin was. De andere gitarist van deze groep, Brian Desveaux, heeft ook meegeschreven aan dit lied. Het nummer betekent een doorbraak voor de band en het is opgenomen in Atlanta, Georgia in de Tree Sound Studios met producer Nick DiDia.

## Bandleden
- John Hampson – zang, gitaar
- Brian Desveaux – zang, gitaar
- Nick Dimichino – basgitaar
- Vincent Tattanelli – drums, percussie
- Jeremy Dean – hammondorgel, piano, keyboard
- Nick DiDia – producer
- Chris Lord-Alge – mixer

## Hitnoteringen

### Nederlandse Top 40
| Positie: | 32 | 21 | 19 | 21 | 31 | uit |